# 褐脊瘤胸䗛
褐脊瘤胸䗛（学名：Trachythorax fuscocarinatus），一种分布于中华人民共和国海南省尖峰岭地区的昆虫，是长角棒䗛科瘤胸䗛属的一种。本种在2023年被收录入《有重要生态、科学、社会价值的陆生野生动物名录》。

## 形态特征
正模标本为雌虫，体形粗壮，体长68毫米。3对足的股、胫节具有深褐色的纵脊。雄虫明显小于雌虫，体长约40毫米。